# 戦後民主主義
戦後民主主義（せんごみんしゅしゅぎ）は、第二次世界大戦後の日本において普及した民主主義思想・価値観の総称である。

## 概要
戦後民主主義はしばしば戦前の大正デモクラシーと対比して使われる。この言葉は様々な文脈で用いられているが、「戦後民主主義」を説明する学問上の定説はまだ存在せず、その含意も使い手によって千差万別といってよいほど異なっている。ただし、戦後民主主義が尊重した共通の価値として、日本国憲法に示された国民主権（主権在民）、平和主義、基本的人権の尊重が挙げられるだろう。その点で、戦後民主主義は日本国憲法を背景にしていたと言える。教育基本法も、日本国憲法と並んでこうした戦後民主主義の諸価値を擁護する役割を果たしていると言われる。
大正デモクラシーは天皇主権の大日本帝国憲法を民主主義的に解釈することに基づいていた（提唱者の吉野作造は政府の弾圧を避けるべく「民主主義」ではなく「民本主義」と呼んだ）ので、基本的人権は個人の生得の権利として規定されていなかった。つまり、ヨーロッパやアメリカで当然だった天賦人権説が日本には普及していなかった。また、議院内閣制も憲法上の規定がないため憲政の常道という概念で慣習的に実現していた。そのため、内閣総理大臣の指導性が確立しておらず、内閣を構成する他の国務大臣を任意に罷免できない弱い立場であった。軍の最高指揮権（統帥権）は天皇に属し、内閣にはなかったため、統帥権を楯にした軍部の暴走を抑える法的な力も内閣と議会にはなかった。
戦後民主主義は、国民主権（主権在民、国権の最高機関としての議会）や基本的人権を基本原則に持つことで、大正デモクラシーの弱点を克服したと言える。しかし、イギリスのように議会が力を蓄えて清教徒革命、名誉革命などの革命により王権を制限することによってこれらを確立したのではなく、第二次世界大戦でのポツダム宣言受諾・降伏文書調印後にGHQ影響下でなされた一連の改革により確立された（封建制に対する明治維新同様、上から下された）ところに戦後民主主義の弱点やジレンマがあるとも言われる。特に戦後民主主義の批判者は、現憲法を「押し付け憲法」と批判するのは常である。しかし、この保守派からの批判に対して、論者によっては、軍国主義の一時期の日本が異常だったのであって、戦後は確かにアメリカの力を借りたものの、大正デモクラシー期に芽が出かけて、その後、軍国主義によって芽の摘まれた日本型民主主義が図らずも新憲法で実現されたとの見方もある。実際、戦前の国家主義者であり社会主義者（国家社会主義者）であった北一輝が提起した問題が日本国憲法下で実現している側面などに着目すると、この主張もあながち荒唐無稽なものではないともいえる。

## 代表的人物
いわゆる進歩的文化人とかなりの部分で重なり、戦後民主主義のオピニオン・リーダーと目される人物には、丸山眞男、川島武宜、大塚久雄、竹内好、鶴見俊輔、加藤周一などの学者や作家、評論家がいる。大江健三郎や大塚英志は戦後民主主義者を自認・自称し、特に大江はその代表のように見なされることもある。イメージ的にいえば、いわゆる岩波文化人、岩波知識人とも親和性がある。

## 沿革

### 戦後民主主義の発展
日本が連合国によるポツダム宣言を受託してからGHQによる日本国政府を通した間接統治が始まった。この頃GHQによる民主化指令が数多く発せられ、急速な民主化が日本において進んだ。その中でも国民、マスメディアが注視した事柄に天皇の地位問題があった。日本の戦争責任が天皇に帰属するのかを含め、人々の関心を集めながら事は進んだ。1946年1月1日に昭和天皇は年頭詔書を発表し自身の神性を否定した上で従来肯定されてきた天皇を現人神とする考えは架空の観念であるとし、同時に国民と皇室の紐帯は「信頼と敬愛により結ばれる」とした。この詔書にダグラス・マッカーサーは天皇が日本の民主化のために指導的役割を果たそうとしていることを褒め称え歓迎した。この頃より、GHQ側は日本の円滑な間接統治を遂行するためには天皇を利用するのが適当であると結論づけ、天皇に対する戦争責任の追及を止め、東京裁判にかけないことを決定した。

### 新憲法の制定
日本の敗戦直後の憲法学者に共通していた価値観として、憲法改正不要論があった。天皇機関説を唱え、貴族院を辞職した美濃部達吉もその論者であり次のように主張した、「民主主義の政治の実現は現在の憲法下でも十分可能であり、憲法の改正は決して現在の非常事態の元において即時に実行せねばならぬ程の急迫した問題ではないと確信する。」として憲法改正に否定的だった。
しかし、GHQは首相である幣原喜重郎に憲法改正を示唆した。これをうけた幣原は憲法問題調査委員会を設置し改憲案を練った。この頃は官民のいかんを問わず改憲案が起草されている。1946年2月1日、憲法問題調査委員会憲法改正の試案が朝日新聞にスクープされた。このスクープが国民の世論を探る観測気球とみたGHQ民政局は同委員会に不満を抱き、マッカーサー三原則を示した。この三原則に基づいて起草された草案を日本政府に示した。この草案を受け入れられない場合は天皇の存在、保守勢力の今後は保証できないと通告したため、政府はこれを受け入れざるを得なくなり、憲法改正を大日本帝国憲法第73条に定められた改正手続きを踏まえて行なった。
この改正の動きについて毎日新聞の行った「戦争放棄条項は必要か」との世論調査にて賛成とする回答が70％、反対とする回答が28％だった。同時期に知識人らもこの戦争放棄条項について述べている。読売新聞社社長の馬場恒吾は
とし、首相幣原は戦争調査会の冒頭の挨拶でこう述べた。
日本国憲法の平和主義とりわけ第9条はのちに厳しい批判に晒されるが、当時の国民や有識者はこの理念に深い期待を寄せていたことがうかがえる。もちろん批判的な意見も存在した。貴族院議員の南原繁はこの理念を帝国議会憲法改正特別委員会において国連加盟の条件に兵力の保有が含まれている事、他国に縋って生き延びようとするのはある種の諦めではないか。と疑問を呈した。
また、同時進行で進められていた主権者としての天皇から象徴天皇への移行をどう考えるかの世論調査では85％が賛成とし、天皇の存在が国民に広く受け入れられている事を裏づけた。
これらを背景として戦争放棄条項、象徴天皇制などを含んだ憲法改正草案要が元となって「憲法改正草案」が帝国議会で審議された。まずは枢密院で審議された後に衆議院に送られた。その後衆議院で改正案は修正可決され、貴族院の修正可決を経て1946年10月7日に衆議院で確定した。確定した改正案は天皇の裁可を得て日本国憲法として公布された。

### 新憲法への支持
当時の国民はこの新憲法をおおむね肯定的に受け入れた。それが現れているのが毎日新聞が1946年12月16日に行った世論調査であり、同調査では吉田政権の施策について問うていて、同調査が行った10項目のうち最も評価されたのが憲法改正であった。憲法改正を「成功」とする回答が35％で「大体よろし」としたのが57％だった。

## 戦後民主主義に対する見解
「戦後民主主義や近代立憲主義によって、日本人は共同体意識に根ざした良心を失い利己主義に走り、家父長制や純潔主義などの伝統文化も破壊された」との主張が保守的な論者から唱えられている。このような批判は、自由民主党が1955年11月に結党した際に綱領などで唱えたのを始め、1960年代には福田恆存ら保守系の人々の間で盛んに論じられた。
こうした論者は、戦後民主主義をしばしば「左翼」として批判する。確かに戦後民主主義は「左翼」と呼ばれる社会民主主義者や共産主義者の支持を受けている。しかし、戦後民主主義の支持者は、必ずしも社民主義や共産主義に賛同しているわけではなく、自由主義を支持している者もいる。
『文化防衛論』『果たし得ていない約束―私の中の二十五年』など、多くの評論で戦後民主主義を批判する三島由紀夫は、第二次世界大戦の敗戦により、それまでの「日本の連続的な文化的な価値、歴史的な価値、精神的な価値」のすべて一切が「悪い」ものと見なされて、「国民精神」（永い民族の歴史の中で日本人が培い、育ててきた伝統や文化の結晶）が一旦「御破算」となってしまい、それがその後多少は修正されたものの、すでに修正段階で「文化的価値」（国民精神）は、「政治的価値」（民主主義）よりも下位に置かれ、両者の間に「非常なギャップ」が出来てしまったとし、戦後民主主義から起こった近代的現象である大衆社会のことを、「全てを呑み尽くしてしまふ怪物のやうな恐ろしいもの」としている。そして、戦後大衆社会において第一に優先される価値観は、「お金を儲けて毎日を楽しく暮らすこと」であり、そのためならば、自分の国の大事な文化や財産であろうが「つまらなければ片つ端から捨ててしまふ」ということになってしまうと三島は危惧し、徐々に「国民精神」が侵食された大衆が「政治に関心を持つ」という「体裁のいいこと」に関わり、真剣に考えずに、インテリらしく見えるというような気持ちで日本社会党に投票してみたり、日本共産党が支持する美濃部亮吉を都知事にしてしまう危うさを指摘した。
また、より先鋭的な立場をとる新左翼は、平和主義や議会制民主主義といった戦後民主主義の価値観を攻撃する。特に1960年代後半から1970年代には、吉本隆明など反権威的な立場からの戦後民主主義批判が当時の若者から熱い支持を受けた。これらの新左翼がリードした学生運動の過激化の背景には、自由主義寄りの戦後民主主義と、それに迎合し穏健化した（と彼らがみなした）共産党や社会党への批判があった。
さらに、戦後民主主義を擁護する立場から「右翼」と称されて攻撃されている保守的意見にも、多様な見解があることを考慮する必要がある。革新勢力のみでなく自由主義者からも戦後民主主義が支持されたように、戦後日本の価値観変容から戦後民主主義のあり方に疑念を抱いているのは、先の新左翼や吉本の例からも見られる通り、何も保守派の者ばかりではない。またこれら保守論者が批判しているのが「民主主義」そのものではなく「“戦後”民主主義」であることにも注目すべきであろう。「戦後民主主義」という言葉の定義自体が革新勢力と保守勢力とで異なっている、とも言える。
田中秀征は、戦後民主主義にある種の偽善性が含まれている要因に、戦後民主主義を唱える人の中に、腹の中で社会主義化を志していた人がいたことによると指摘している。
また、戦後民主主義とは似て否なる概念として、戦後レジームがある。こちらの方は「レジーム」であるから「枠組」という意味であって、戦後民主主義と全部が重ならないわけではないが、日本国憲法と日米安保の両方をコインの裏表とする、戦後日本のおかれた（または選び取った）世界の中での日本の立ち位置を意味する。特徴は吉田茂の政治・外交路線であった軽武装・経済発展路線（吉田ドクトリン）である。こちらは、保守本流の価値観として改憲を事実上棚上げした池田内閣以降、確立していった。戦後の政治学の文脈でいう自民党内の「保守本流」とは、この吉田の選んだ路線を引き継いだ宏池会（池田勇人などに代表される路線を指しており、「保守本流」と戦後レジームは重なる。例えば戦後レジームの構築に戦後まもなくから関わってきた宮澤喜一などは有名な護憲派であったし、宏池会の系譜は基本的に護憲路線であった。その意味においては、戦後民主主義者と重なる部分も多かった。後述されている戦後民主主義の批判者は自らを保守と規定し、戦後民主主義者を「左翼」として批判するが、戦後レジームからの脱却を唱える人々の立場からすれば、この「戦後レジーム」すらも批判的に見なされるのが常である。ただし、繰り返しになるが「戦後民主主義」と「戦後レジーム」は似て非なる概念であり、多分に重なる部分があるとしても、その中心に位置するものは微妙に異なっている。
もともとは進歩的文化人・岩波文化人だった清水幾太郎は、戦後民主主義の価値体系は、戦前の治安維持法への復讐であり、丸山眞男がいう「悔恨共同体」の深層には、治安維持法への知識人の復讐感情「怨恨共同体」があったのだとする。
以下は、「戦後民主主義」に対する反対、批判的な立場の見解の例である。
- 大日本帝国の国策をアンチテーゼとする民主主義、そのため戦前の社会風潮に対して否定的である。
- 日本国憲法、また日本国憲法第9条（不戦条項）の完全な非武装無防備無抵抗（国の主権や祖国防衛・民族独立をも全否定）を絶対視する反戦全体主義イデオロギー（国家の自衛権肯定、また国家あってこその国民という思想）。
- “個人の自由”を絶対視して、これを否定する集団や組織のあり方、ルール、決まりを基本的に悪とみなす「私」優先の社会潮流。（辻創）
- 東京裁判史観に基づいており、「日本の国家・官僚が行うことはすべてうす汚くて信用できない、欧米では真の民主主義が花開いている」という命題が前提となっている民主主義（桶谷秀昭）。
- 戦後民主主義教育の東京裁判史観に基づいた歴史教育が自虐史観・反日主義として特徴付けられ、「事なかれ主義」「愛国心と民族の誇りの欠落」などの弊害を生んだ一因とされる民主主義。（新しい歴史教科書をつくる会・日本会議など）
- いわゆる進歩的文化人に対する批判。
- 日本国民の多くが「戦後民主主義」を雰囲気的なものとしか受け止めず、自由と権利は享受するが責任や義務は果たそうとしないという見地。
- 「戦後民主主義」という言葉が知識人や教養人を示す一種のキャッチフレーズ、合言葉であり、その内実は厳密に問われること無く意味は薄いという批判。
- 「戦後民主主義」とは言いつつも、現状はブルジョア民主主義であるとし、さらなる革命を目指す立場。これは新左翼的な立場の人々に、この傾向が強く見られる。日本社会党、日本共産党を「戦後民主主義」体制を維持する補完物と規定しており、平和主義そのものをブルジョア的だとして批判している場合もある。
- 20世紀末から新自由主義グローバリズムにより社会が破綻していくと、戦後民主主義・リベラルは時代錯誤で空虚な綺麗事を述べるエリート特権階級と受け取られるようになり、若者世代は右傾化した。21世紀におけるヘイトスピーチの増加に、戦後民主主義への反感が一役買ったといわれる。同様の現象は韓国でも戦後民主主義を386世代に置き換えて起きている[8]。

以下は「戦後民主主義」に対する賛成、肯定的な立場の見解の例である。
- 日本人は長く封建制度に苦しめられてきたが、戦後、やっと個人が尊重される社会が実現された。
- 問題はあるとはいうものの、現憲法に明記されている、思想信条の自由、学問の自由、良心の自由などの個人の内面に関する自由が認められ、戦前のような権力による思想弾圧や公権力の学問への介入、個人の内面に公権力が入り込むことがない世の中は戦後、初めて実現された。
- 日本が誤った戦争への反省から、平和主義を選び、国外で戦力を行使しないという道を選んだことで、国際社会で信用される国家となった。
- 自由、人権、平等などの諸価値は、人類普遍の価値であって、日本においては戦後、初めて全ての人に保障されるに至った。
- 幕府や明治政府のようにこれまで日本では中世、近世、近代と庶民が政権を選んだり、樹立することはなかったが、戦後になって初めて、政府は国民の選挙によって選ぶことができるようになった。
- 現憲法が保障する諸価値のおかげで圧倒的大多数の国民が解放され、自分の意思で学問をして職に就ける社会がきた。